# Fileno
Fileno  è un nome proprio di persona italiano maschile
.

## Varianti
- Femminili: Filena[2]

## Origine e diffusione
Potrebbe essere basato sul greco antico φιλεῖν (filein, "amare"). La sua diffusione, peraltro scarsissima, più che di matrice classica, è dovuta a varie opere teatrali e letterarie in cui il nome è stato utilizzato. È accentrato in Abruzzo.

## Onomastico
Essendo un nome adespota (non vi è infatti alcun santo così chiamato), l'onomastico viene eventualmente festeggiato il giorno di Ognissanti, cioè il 1º novembre.

## Persone
- Fileno Briganti, generale italiano
- Enzo Fileno Carabba, scrittore italiano
- Fileno Lunardi, francescano ed eretico italiano

## Il nome nelle arti
- Fileno è un personaggio del dramma di Franz Joseph Haydn La fedeltà premiata.
- Fileno è un personaggio della cantata di George Frideric Handel Clori, Tirsi e Fileno.
- Fileno è un personaggio del romanzo di Luigi Pirandello La tragedia di un personaggio.
- Fileno è un personaggio del poema di Giovan Battista Marino L'Adone.
- Fileno è un personaggio dell'opera di Giovanni Boccaccio Filocolo.
- Fileno è un personaggio del poema di Giovanni Filoteo Achillini Viridario